# 岡信子
岡 信子（おか のぶこ、1937年3月13日 - ）は、日本の童話作家。
夫は児童文学作家 ・小説家の野火晃。

## 来歴・人物
岐阜県に生まれ、東京で育つ。菊華中学・高等学校（現・杉並学院中学高等学校）を卒業した後、短期大学に進学した。高校時代は歯科医を継ぐものと理系の勉学に取り組んでいたが、自分に向いてないと思い、短期大学で幼児教育を学ぶ。卒業後は幼稚園教諭になり、後に童話創作に専念。日本児童教育専門学校で教鞭をとり、後進の育成にも励む。
短大で創作童話の講義を受けた後、児童心理学者の早川元二より書き続けることを勧められ、童話作家を志した。
代表作に、日本児童文芸家協会賞を受賞した『花・ねこ・子犬・しゃぼん玉』のほか、光村図書による小学1年生の教科書に1980年(昭和55年度)から掲載されている『はなのみち』などがある。
日本児童文芸家協会理事、会長を経て顧問。また日本文藝家協会理事を務める。2008年児童文化功労賞。

## 著書
- 『チムとターク』（世界文化社） 1978、のちリーブルより再刊 2003
- 『夜あるくお人形』（文研出版） 1974
- 『うたうロットンくん』（岩崎書店） 1978
- 『ぽけぽけぽけっと』（日本教文社） 1979
- 『まぐまぐこぐま』（日本教文社） 1979
- 『できたぞともだち』（太平出版社） 1979
- 『リーンローンたぬきバス』（岩崎書店） 1981
- 『おばあさんのふしぎなこねこ』（旺文社） 1984
- 『みつけたぞ ほりだしもの』（ひさかたチャイルド） 1984
- 『海の見える観覧車』（小学館） 1984
- 『パジャマでおでかけ』（佼成出版社） 1985
- 『けんかのけんた』（ひさかたチャイルド） 1985
- 『あまえっこちびた』（ポプラ社） 1985
- 『やさしいにくまれっ子』（旺文社） 1985
- 『あの子のことはひみつだよ』（岩崎書店） 1985
- 『きえたリスのきょうだい』（岩崎書店） 1986
- 『けんたのひみつのともだち』（くもん出版） 1986
- 『ながしびなのねがいごと』（世界文化社） 1987
- 『あめふりこねことうんどうかい』（教育画劇） 1987
- 『異人館に消えた男の子』（ひさかたチャイルド） 1987
- 『くまっこ・まぐ』（日本教文社） 1988
- 『だだっ子みきちゃん1ねんせい』（金の星社） 1990
- 『赤い帽子・黒い鬼』（佼成出版社） 1990
- 『ころがりおちた神さま』（旺文社） 1992
- 『こぐまのまぐの なつやすみ』（教育画劇） 1993
- 『いきたいなゆうえんち』（教育画劇） 1996
- 『おめんでぼうけん』（小学館） 1996
- 『花・ねこ・子犬・しゃぼん玉』（旺文社） 1997 - 第22回日本児童文芸家協会賞
- 『はなのみち』（岩崎書店） 1998
- 『ちなの小さな白い羽』（リーブル） 1999
- 『おおきなキャベツ』（金の星社） 2001
- 『おじいちゃんのふね』（リーブル） 2007
- 『おむすびくん』（地方・小出版流通センター） 2008
- 『海に消えた小さな晴れ着』（学研教育出版） 2014